# Орден Почёта (Греция)
Орден Почёта (греч. Τάγμα της Τιμής) — государственная награда Греческой Республики. 
Орден Почёта занимает второе место в порядке очередности орденов Греческой Республики.

## История
Орден Почёта был учреждён 18 августа 1975 года для замены упразднённого королевского ордена Георга I.
Внешний вид ордена несколько раз претерпевал незначительные изменения. Первым дизайнером знаков ордена выступил Константинос Контопанос. В мае 1977 года, указом № 428, был одобрен дизайн ордена, созданный французской фирмой «Arthus Bertrand». В октябре 1984 года, указом № 485, был утвержден окончательный дизайн ордена.

## Положение о награде
Орденом Почёта награждаются греческие граждане, отличившиеся на благо своей страны во всех сферах государственной деятельности, торговли, судоходства, промышленности, науки, искусства и литературы, а также иностранные граждане, которые своими трудами внесли значительный вклад в увеличение роли Греции за рубежом.

## Описание
Орден Почёта имеет пять степеней.
- Большой крест (греч. Μεγαλόσταυρος)
- Великий командор (греч. Ανώτερος Ταξιάρχης)
- Командор (греч. Ταξιάρχης)
- Офицер золотого креста (греч. Χρυσούς Σταυρός)
- Рыцарь серебряного креста (греч. Αργυρούς Σταυρός)

## Знаки ордена

### Тип 1 (1975-1979)
Знак ордена - золотой крест с расширяющимися концами синей эмали с золотой каймой. Между перекладин креста монограммы, соединяющие две греческие буквы: «Ε» и «Δ», от словосочетания «ΕΛΛΗΝΙΚΗ ΔΗΜΟΚΡΑΤΙΑ» (Эллинская республика). В центре круглый медальон синей эмали с золотой каймой. В медальоне золотой профиль богини Афины (женский профиль с шлемом на голове). Знак при помощи переходного звена в виде золотого лаврового венка крепится к орденской ленте.
Звезда ордена серебряная четырехконечная, формируемая множеством двугранных разновеликих лучиков. В центре круглый медальон с золотым изображением Афины на синей эмали.

### Тип 2 (1979-1984)
Знак ордена - золотой крест с расширяющимися концами синей эмали с золотой каймой. В центре круглый медальон синей эмали с золотой каймой. В медальоне золотой профиль богини Афины (женский профиль с шлемом на голове). Знак при помощи переходного звена в виде золотого лаврового венка крепится к орденской ленте.
Звезда ордена серебряная восьмиконечная, формируемая множеством двугранных разновеликих лучиков. На звезду наложен знак ордена.

### Тип 3 (с 1984)

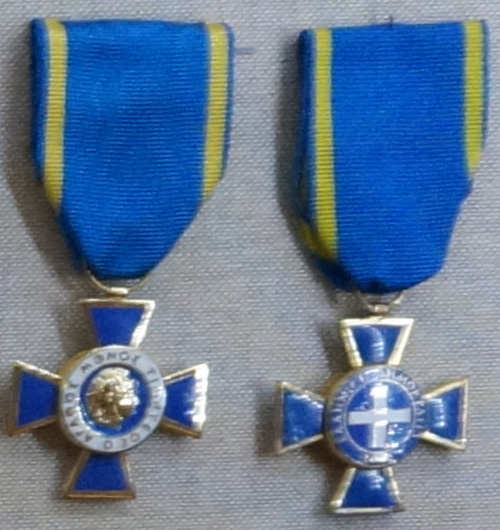
Аверс и реверс ордена класса офицера

Знак ордена - золотой крест с расширяющимися концами синей эмали с золотой каймой. В центре круглый медальон синей эмали с каймой белой эмали. В медальоне золотой профиль богини Афины (женский профиль с шлемом на голове). На кайме девиз ордена золотыми буквами: «Ο ΑΓΑΘΟΣ ΜΟΝΟΣ ΤΙΜΗΤΕΟΣ» (Только добродетель достойна награды). Знак при помощи переходного звена в виде золотого лаврового венка крепится к орденской ленте.
Звезда ордена серебряная восьмиконечная, формируемая множеством двугранных разновеликих лучиков. На звезду наложен знак ордена.
Диаметр звезды I степени - 90 мм.
Диаметр звезды II степени - 80 мм.
Диаметр знака первых трех степеней - 57 мм, четвертой и пятой - 37 мм.
Лента ордена шёлковая муаровая синего цвета с золотыми полосками отстающими от края.